# Барбара Ґеркен
Барбара Ґеркен (англ. Barbara Gerken, нар. 3 липня 1964) — колишня американська тенісистка, чвертьфіналістка Відкритого чемпіонату США 1981 року.
Найвищу одиночну позицію світового рейтингу — 55 місце досягла 8 червня 1987, парну — 45 місце — 2 січня 1989 року.
Завершила кар'єру 1989 року.

## Фінали турнірів WTA

### Одиночний розряд: 3 (0–3)
| Перемога — Легенда            |
| ----------------------------- |
| Турніри Великого шолома (0–0) |
| Турніри WTA Tour (0–0)        |
| Virginia Slims (0–3)          |

| Титули за покриттям |
| ------------------- |
| Тверде (0–3)        |
| Трава (0–0)         |
| Ґрунт (0–0)         |
| Килим (0–0)         |

| Результат | Ранг | Дата           | Турнір             | Покриття | Опонент          | Рахунок  |
| --------- | ---- | -------------- | ------------------ | -------- | ---------------- | -------- |
| Поразка   | 1.   | 28 липня 1986  | Berkeley           | Тверде   | Мелісса Гарні    | 1–6, 3–6 |
| Поразка   | 2.   | 19 квітня 1987 | Japan Open (теніс) | Тверде   | Катарина Малеєва | 2–6, 3–6 |
| Поразка   | 3.   | 3 травня 1987  | Сінгапур           | Тверде   | Енн Мінтер       | 4–6, 1–6 |